# Алиев, Ага Юсуп
Ага Юсуп Алиев — председатель колхоза «Большевик» Байрам-Алийского района Туркменской ССР, Герой Социалистического Труда.

## Биография
Родился в 1882 году в Закаспийской области. Член ВКП(б)/КПСС с 1937 года.
Дехканин, батрак.
В 1929 г. организовал в Байрам-Алийском районе колхоз «Большевик» и возглавлял его до ухода на пенсию в 1959 году.
Указом Президиума Верховного Совета СССР от 5 апреля 1948 года присвоено звание Героя Социалистического Труда с вручением ордена Ленина и золотой медали «Серп и Молот» за получение в 1947 году по 62 центнера хлопка-сырца с га на площади в 10 га.
Награждён ещё одним орденом Ленина (25.12.1935), двумя орденами Трудового Красного Знамени и орденом Отечественной войны 2-й степени, медалью «За трудовую доблесть» (11.06.1949).
Избирался депутатом Верховного Совета СССР 2-го, 3-го и 4-го созывов.